# Feniletilmalonamide
Il feniletilmalonamide (o PEMA, dall'inglese Phenylethylmalonamide) è un metabolita attivo minore del primidone.

## Farmacocinetica
Dopo somministrazione per via endovenosa il feniletilmalonamide si distribuisce molto rapidamente nell'organismo. A seguito di somministrazione orale PEMA è facilmente assorbito dal tratto gastrointestinale. Il picco di concentrazione sierica si verifica entro 2-4 ore e la biodisponibilità orale si aggira tra l'86% e il 95,9%.

L'emivita varia tra le 17 e le 25 ore. L'emivita nel paziente anziano è considerevolmente più lunga, quasi il doppio rispetto ai pazienti più giovani, in un range compreso tra le 30,7 e le 57,9 ore.

Il farmaco viene eliminato principalmente immodificato nelle urine.

## Usi clinici
Come farmaco il feniletilmalonamide è stato studiato per la terapia del tremore essenziale.

## Sovradosaggio
In letteratura esistono diverse segnalazioni di sovradosaggio da primidone, ma sono rare le intossicazioni in cui si dimostrano livelli ematici elevati del suo principale metabolita, la feniletilmalonamide.